# Reprezentacja Ukrainy w piłce nożnej plażowej mężczyzn
Reprezentacja Ukrainy w piłce nożnej plażowej – zespół piłkarski, biorący udział w imieniu Ukrainy w meczach i sportowych imprezach międzynarodowych, powoływany przez selekcjonera, w którym mogą występować wyłącznie zawodnicy posiadający obywatelstwo ukraińskie. Za jego funkcjonowanie odpowiedzialna jest Ukraińska Asocjacja Piłki Nożnej Plażowej (ukr. АПФУ - Асоціація Пляжного Футболу України, APFU - Asociacija Plażnoho Futbołu Ukrajiny).

## Historia
Reprezentacja została powołana dopiero po utworzeniu Ukraińskiej Asocjacji Piłki Nożnej Plażowej, która powstała 4 sierpnia 2002 roku, a 18 grudnia otrzymała status członka drużynowego Ukraińskiego Związku Piłki Nożnej. 29 lipca 2003 roku rozegrała debiutowy pierwszy mecz w historii na turnieju Mundialito w Portugalii z mistrzami świata Brazylią, przegraną 2:5. Największym sukcesem ukraińskiej reprezentacji w piłce nożnej plażowej jest Puchar Europy, zdobyty w hiszpańskiej Tarragonie w 2007 oraz 3 miejsce Euro Beach Soccer League, wywalczone na Majorce w 2004 roku.

## Udział wmistrzostwach świata
- 2004 – Nie zakwalifikowała się
- 2005 – 6 miejsce
- 2006 – Nie zakwalifikowała się
- 2007 – Nie zakwalifikowała się
- 2008 – Nie zakwalifikowała się
- 2009 – Nie zakwalifikowała się
- 2011 – 3 miejsce w grupie D
- 2013 – Zakwalifikowała się

## Udział wmistrzostwach Europy
- 2008 – 1/4 finału
- 2009 – 1/8 finału
- 2011 – mistrz
- 2013 – 3 miejsce

## Udział wEuro Beach Soccer League
- 2004 – 3 miejsce
- 2005 – 6 miejsce
- 2006 – Nie zakwalifikowała się
- 2007 – Nie zakwalifikowała się
- 2008 – Nie zakwalifikowała się
- 2009 – Nie zakwalifikowała się
- 2010 – Nie zakwalifikowała się
- 2011 – 2 miejsce w grupie B 1 etapu
- 2012 – Zakwalifikowała się do 2 etapu

## Udział wEuro Beach Soccer Cup
- 2004 – Nie zakwalifikowała się
- 2005 – 4 miejsce
- 2006 – Nie zakwalifikowała się
- 2007 – Zdobywca
- 2008 – Nie zakwalifikowała się
- 2009 – Nie zakwalifikowała się
- 2010 – Nie zakwalifikowała się
- 2012 – Nie zakwalifikowała się

## Aktualny skład
Stan na lipiec 2012
| Nr | Poz. | Piłkarz           |
| -- | ---- | ----------------- |
| 1  | BR   | Witalij Sydorenko |
| 4  | OB   | Anton Butko       |
| 5  | OB   | Andrij Czerewko   |
| 8  | OB   | Roman Paczew      |
| 9  | NA   | Ołeh Zborowski    |
| 10 | PO   | Andrij Jewdokymow |

| Nr | Poz. | Piłkarz              |
| -- | ---- | -------------------- |
| 11 | PO   | Ołeksandr Kornijczuk |
| 15 | PO   | Andrij Borsuk        |
| 16 | NA   | Ihor Borsuk          |
| 17 | NA   | Maksym Wojtok        |
| 20 | PO   | Kostiantyn Andrejew  |
| 12 | BR   | Wołodymyr Hładczenko |

Trener: Serhij Kuczerenko

Asystent: Petro Dmytrenko